# Guillaume Champoux

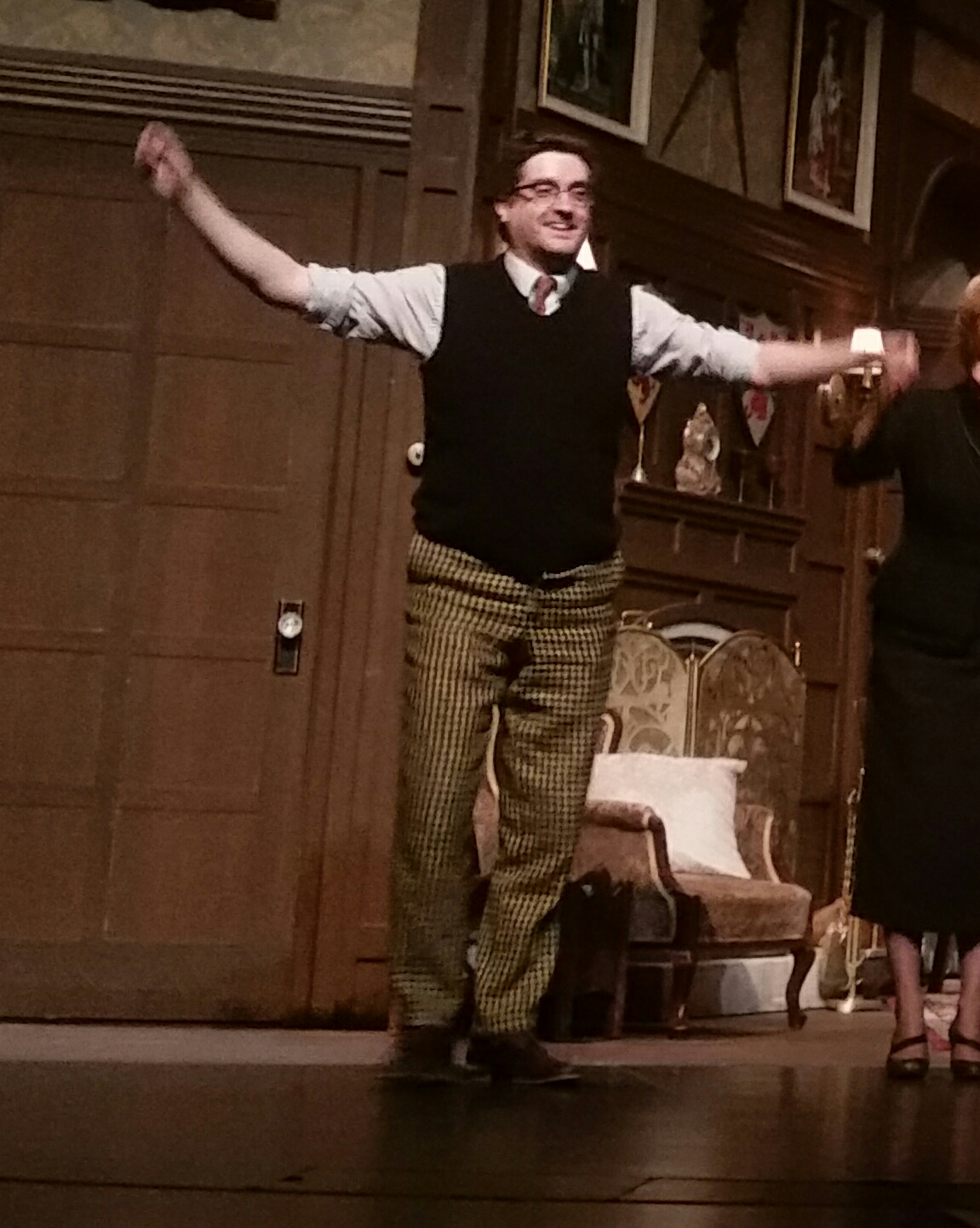
photo de Guillaume Champoux après le spectacle "La souricière" d'Agatha Christie à Brossard, Québec, Canada (21/03/2017)

Guillaume Champoux (né le 10 décembre 1973) est un acteur québécois connu pour ses rôles au théâtre et à la télévision. Il pratique aussi le doublage.
Il est connu pour avoir souvent doublé Ryan Gosling, Elijah Wood, Tom Welling, Lukas Haas, Corey Sevier et Rider Strong. Il est diplômé du Conservatoire d'art dramatique de Montréal, promotion 1999.

## Filmographie
- 2000 : Fred-dy : Thomas St-Louis Dubois
- 2003 : Silverwing : Ombre
- 2004 : Un monde à part : Guillaume Lévesque
- 2005 : American Dad! : Jeff Fischer-Smith (voix)
- 2007 : Les Hauts et les Bas de Sophie Paquin : François L'Heureux
- 2007 : La Promesse : Benoît Champagne
- 2007 : Blaise le blasé : Blaise Leblanc (voix)
- 2007 : L'Auberge du chien noir : Sébastien Dugas
- 2010 : Défis extrêmes : La Tournée mondiale : Alejandro (voix)
- 2013 : Les Étoiles des Défis extrêmes : Alejandro (voix)
- 2017 : O':  Olivier Tardif
- 2021 : Nous (série télévisée) : Martin Chamberland

## Doublage
- Lukas Haas dans :
  - Brick : À la recherche d'Emily (2006) : « The Pin / Le Prince »
  - Who Loves the Sun (en) (2006) : Will Morrison
  - Le berceau (2007) : 	Frank
  - Contrebande (2012) : Danny Raymer
  - Jobs (2013) : Daniel Kottke
  - Le Revenant (2015) :  Jones
  - Veuves (2018) : David
  - Babylon  (2022) : George Munn
- Ryan Gosling dans : 
  - Les Pages de notre amour (2004) : Noah Calhoun
  - Lars et l'amour en boîte (2007) : Lars Lindstrom
  - Blue Valentine : Une histoire d'amour (2010) : Dean Pereira
  - Un amour fou (2011) : Jacob Palmer
  - Les Marches du pouvoir (2011) : Stephen Meyers
  - Les Bons Gars (2016) : Holland March
  - Pour l'amour d'Hollywood (2016) : Sebastian Wilder
- Tom Welling dans :
  - Moins cher la douzaine (2003) : Charlie Baker
  - Le Brouillard (2005) : Nicolas "Nick" Castle
  - Moins cher la douzaine (2005) : Charlie Baker
  - Le Repêchage (2014) : Brian Drew
  - Un choix (2016) : le docteur Ryan McCarthy
- T.I dans : 
  - Preneurs (2010) : Delonte "Ghost" Rivers
  - Vol d'identité (2013) : Julian
  - Prison 101 (2015) : Russell
- John Cho dans :
  - Star Trek (2009) : Hikaru Sulu
  - Star Trek vers les ténèbres (2013) : Hikaru Sulu
  - Star Trek Au-Délà (2016) : Hikaru Sulu
- Charlie Day dans :
  - Méchants Patrons (2011) : Dale Arbus
  - Méchants Patrons 2 (2014) : Dale Arbus
  - Combat de profs (2017) :  Andy Campbell
- Jake Gyllenhaal dans : 
  - Jarhead (2005) : Anthony Swofford
  - Le Rôdeur (2014) : Lou Bloom
  - Everest (2015) : Scott Fischer
- Falk Hentschel dans :
  - Nuit et Jour (2010) : Bernhard
  - StreetDance 2 (2012) :  Ash
  - Maison-Blanche en péril (2013) :  Motts